# Ciuperceni, Gorj
Ciuperceni este satul de reședință al comunei cu același nume din județul Gorj, Oltenia, România.

## Vezi și
- Biserica de lemn din Ciuperceni
- Biserica de lemn din Ciuperceni de Sus

 Acest articol despre o localitate din județul Gorj este deocamdată un ciot. Puteți ajuta Wikipedia prin completarea lui.